# 赤門町
赤門町（あかもんちょう）は、神奈川県横浜市中区と西区の町名。現行行政地名は赤門町1丁目および赤門町2丁目（字丁目）で、1丁目は中区、2丁目は西区に属している。住居表示未実施区域。

## 地理
中区の北東部、西区の南部に位置し、中区、西区、南区の3区の区境付近にある。1丁目の東に英町、1丁目の北東と2丁目の東と北に東ケ丘、2丁目の西に霞ケ丘、1丁目の南と2丁目の南東に南区西中町、2丁目の南に三春台と接している。

### 面積
面積は以下の通りである。
| 区   | 丁目        | 面積 (km²) |
| ---- | ----------- | ---------- |
| 中区 | 赤門町1丁目 | 0.013      |
| 西区 | 赤門町2丁目 | 0.037      |
| 計   | 計          | 0.050      |

## 歴史

### 沿革
- 1935年（昭和10年）7月1日 - 南太田町の一部、清水町、霞町の全部を編入し、赤門町を新設設置[2][7]。
- 1944年（昭和19年）2月1日 - 行政区の再編で西区を新設し、現在の2丁目の部分を西区に編入する[8]。

## 世帯数と人口
2025年（令和7年）6月30日現在（横浜市発表）の世帯数と人口は以下の通りである。
| 区   | 丁目        | 世帯数  | 人口  |
| ---- | ----------- | ------- | ----- |
| 中区 | 赤門町1丁目 | 208世帯 | 307人 |
| 西区 | 赤門町2丁目 | 254世帯 | 420人 |
| 計   | 計          | 462世帯 | 727人 |

### 人口の変遷
国勢調査による人口の推移。1丁目、2丁目の合算で表記する。
| 年                 | 人口 |
| ------------------ | ---- |
| 1995年（平成7年）  | 779  |
| 2000年（平成12年） | 793  |
| 2005年（平成17年） | 735  |
| 2010年（平成22年） | 665  |
| 2015年（平成27年） | 674  |
| 2020年（令和2年）  | 735  |

### 世帯数の変遷
国勢調査による世帯数の推移。1丁目、2丁目の合算で表記する。
| 年                 | 世帯数 |
| ------------------ | ------ |
| 1995年（平成7年）  | 357    |
| 2000年（平成12年） | 391    |
| 2005年（平成17年） | 376    |
| 2010年（平成22年） | 335    |
| 2015年（平成27年） | 361    |
| 2020年（令和2年）  | 450    |

## 学区
市立小・中学校に通う場合、学区は以下の通りとなる（2024年11月時点）。
| 区   | 丁目        | 番地 | 小学校           | 中学校             |
| ---- | ----------- | ---- | ---------------- | ------------------ |
| 中区 | 赤門町1丁目 | 全域 | 横浜市立東小学校 | 横浜市立老松中学校 |
| 西区 | 赤門町2丁目 | 全域 | 横浜市立東小学校 | 横浜市立老松中学校 |

## 事業所
2021年現在の経済センサス調査による事業所数と従業員数は以下の通りである。
| 丁目        | 事業所数 | 従業員数 |
| ----------- | -------- | -------- |
| 赤門町1丁目 | 10事業所 | 25人     |
| 赤門町2丁目 | 3事業所  | 7人      |
| 計          | 13事業所 | 32人     |

### 事業者数の変遷
経済センサスによる事業所数の推移。
| 年                 | 事業者数 |
| ------------------ | -------- |
| 2016年（平成28年） | 19       |
| 2021年（令和3年）  | 13       |

### 従業員数の変遷
経済センサスによる従業員数の推移。
| 年                 | 従業員数 |
| ------------------ | -------- |
| 2016年（平成28年） | 53       |
| 2021年（令和3年）  | 32       |

## 施設
- 横浜赤門郵便局
- 東福寺

## その他

### 日本郵便
- 集配担当する郵便局と郵便番号は以下の通りである[18]。

| 区   | 町丁        | 郵便番号 | 郵便局       |
| ---- | ----------- | -------- | ------------ |
| 中区 | 赤門町1丁目 | 231-0051 | 横浜港郵便局 |
| 西区 | 赤門町2丁目 | 220-0034 | 神奈川郵便局 |

### 警察
町内の警察の管轄区域は以下の通りである。
| 区   | 丁目        | 番・番地等 | 警察署         | 交番・駐在所 |
| ---- | ----------- | ---------- | -------------- | ------------ |
| 中区 | 赤門町1丁目 | 全域       | 伊勢佐木警察署 | 黄金町交番   |
| 西区 | 赤門町2丁目 | 全域       | 戸部警察署     | 毛山公園交番 |